# 松戸駐屯地
松戸駐屯地（まつどちゅうとんち、JGSDF Camp Matudo）は、千葉県松戸市に所在し陸上自衛隊需品学校等が駐屯する陸上自衛隊の駐屯地である。

## 概要
駐屯地司令は、陸上自衛隊需品学校長が兼務し、本駐屯地には会計隊および駐屯地業務隊が編成されていない。
所在地は、千葉県松戸市五香六実であるが、敷地は隣接する鎌ケ谷市くぬぎ山にまたがっている。また敷地の中央を京成電鉄松戸線が横断しており、自衛隊専用の踏切が設けられている。
最寄の演習場は、習志野演習場および柏訓練場。

## 沿革
- 1940年（昭和15年）6月3日：逓信省航空局松戸飛行場が竣工。また飛行場を使用する中央航空機乗員養成所が開所[1]。

警察予備隊
- 1952年（昭和27年）7月20日：警察予備隊施設補給廠が設置[2]。

保安隊松戸駐屯地
- 1952年（昭和27年）
  - 10月15日：保安隊発足により、警察予備隊施設補給廠が保安隊施設補給しょうに改編。
  - 12月3日：保安隊需品補給しょうが宇治駐屯地から移駐[2]。
- 1953年（昭和28年）3月9日：第500建設群が豊川駐屯地へ移駐。
- 1954年（昭和29年）
  - 1月15日：保安隊業務学校第3部が久里浜駐屯地から移駐[2]。
  - 2月15日：保安隊施設補給しょうが北古河駐屯地に移駐[2]。

陸上自衛隊松戸駐屯地
- 1954年（昭和29年）
  - 7月1日：陸上自衛隊発足

  1. 保安隊需品補給しょうが陸上自衛隊需品補給処に改編。
  2. 保安隊業務学校第3部が陸上自衛隊業務学校第3部に改称。

  - 9月10日：陸上自衛隊業務学校第3部が陸上自衛隊需品学校に改編。
- 1967年（昭和42年）8月10日：第2高射特科群本部および本部中隊、第103高射大隊本部および本部管理中隊、第3中隊、第303高射搬送通信隊本部、第302高射運用隊が朝霞駐屯地から移駐。
- 1972年（昭和47年）10月：第303高射搬送通信隊が第302高射搬送通信中隊に改称。
- 1997年（平成09年）7月1日：駐屯地司令職務が陸上自衛隊需品補給処長から陸上自衛隊需品学校長に移管。
- 1998年（平成10年）3月26日：中央補給処の改編により、陸上自衛隊需品補給処を廃止し陸上自衛隊関東補給処松戸支処に再編。
- 2002年（平成14年）3月27日：東部方面隊の後方支援体制変換に伴い、第103高射直接支援隊を廃止し、第2高射特科群の整備部門を東部方面後方支援隊第301高射直接支援中隊へ移管。
- 2008年（平成20年）3月26日：03式中距離地対空誘導弾導入に伴い、第307高射中隊を第336高射中隊に改編。

## 駐屯部隊・機関

### 防衛大臣直轄機関・部隊
- 陸上自衛隊需品学校
  - 需品教導隊
- 警務隊
  - 東部方面警務隊
    - 第127地区警務隊
      - 松戸連絡班

### 東部方面隊隷下部隊
- 陸上自衛隊関東補給処
  - 松戸支処
    - 総務部
    - 需品部
    - 落下傘部
- 第2高射特科群
  - 第2高射特科群本部
  - 本部管理中隊
  - 第336高射中隊
  - 第302高射搬送通信中隊
- 東部方面後方支援隊
  - 第301高射直接支援中隊：第2高射特科群を支援
    - 中隊本部
    - 第3直接支援小隊：第336高射中隊を支援
    - 通信電子整備班：第302高射搬送通信中隊を支援
- 東部方面システム通信群
  - 第105基地システム通信大隊
    - 第320基地通信中隊
      - 松戸派遣隊

### 共同の部隊
- 自衛隊情報保全隊
  - 東部情報保全隊
    - 松戸情報保全派遣隊

## 最寄の幹線交通
- 高速道路：京葉道路 花輪IC、常磐自動車道 柏IC、東京外環自動車道 三郷南IC
- 一般道：国道6号、国道14号、国道16号、国道464号、千葉県道1号市川松戸線、千葉県道8号船橋我孫子線、千葉県道57号千葉鎌ケ谷松戸線、千葉県道59号市川印西線、千葉県道281号松戸鎌ケ谷線
- 鉄道：京成松戸線元山駅・くぬぎ山駅
- 港湾：千葉港（特定重要港湾）
- 飛行場：成田国際空港（第一種空港）、下総航空基地（その他の飛行場）